# Poecilimon pechevi
Poecilimon pechevi är en insektsart som beskrevs av Jekaterina Michajlovna Andrejeva 1978. Poecilimon pechevi ingår i släktet Poecilimon och familjen vårtbitare. IUCN kategoriserar arten globalt som sårbar. Inga underarter finns listade i Catalogue of Life.